# 54 Pułk Artylerii Lekkiej (LWP)
54 pułk artylerii lekkiej (54 pal) – oddział artylerii lekkiej ludowego Wojska Polskiego.

## Historia oddziału
Pułk został sformowany na podstawie rozkazu Naczelnego Dowództwa Wojska Polskiego nr 0228/Org. z 1 września 1945 w składzie 18 Dywizji Piechoty. Oddział został zorganizowany według etatu nr 2/3 Dywizji Piechoty czasu pokojowego z 2 lipca 1945. Zgodnie z etatem pułk liczył 815 żołnierzy i miał być uzbrojnowy w 12 haubic 122 mm oraz 24 armaty dywizyjne 76 mm. Pułk powstał na bazie 14 Brygady Artylerii Przeciwpancernej i jednego dywizjonu 7 Brygady Artylerii Haubic. Początkowo oddział stacjonował w Skierniewicach, w koszarach byłego 26 pal, lecz już na przełomie października i listopada 1945 został przeniesiony do Ełku.
Wiosną 1946 oddział został przeformowany według etatu nr 2/52 – pułku artylerii lekkiej Dywizji Piechoty typu B z 28 lutego tego roku. W tym samym okresie I dywizjon został przeniesiony do Łuczan (obecnie Giżycko). W połowie 1947 pułk został przeniesiony z Ełku do Giżycka. W 1952 jednostka została wyłączona ze składu 18 DP i podporządkowana dowódcy 22 Dywizji Piechoty. Na podstawie rozkazu MON nr 0059/Org. z 21 września 1955 dowódca Pomorskiego Okręgu Wojskowego został zobligowany do rozformowania pułku w terminie do 20 grudnia tego roku.

## Dowódcy pułku
- ppłk AR Iwan Truszkin (IX 1945 – 1946)[12]
- ppłk Józef Jedynakiewicz (I – VII 1947)[12]
- ppłk Ludgard Szelewicz (1 VIII 1947 – 1948)[12]